# Corydoras reynoldsi
Corydoras reynoldsi är en fiskart som beskrevs av Myers och Weitzman, 1960. Corydoras reynoldsi ingår i släktet Corydoras och familjen Callichthyidae. Inga underarter finns listade i Catalogue of Life.